# Maharishi Mahesh Yogi
Maharishi Mahesh Yogi, (in hindi महर्षि महेश योगी Maharṣi mahēśa yōgī), nome alla nascita Mahesh Prasad Varma (in hindi महेश प्रसाद वर्मा Mahēśa prasāda varmā), (Pounalulla, 12 gennaio 1918 – Roerdalen, 5 febbraio 2008), è stato un mistico e filosofo indiano nonché guru, fondatore della tecnica conosciuta come meditazione trascendentale (MT) e del movimento ad essa relativo.
Mahesh era il suo nome proprio, mentre Maharishi e Yogi sono due titoli onorifici. Il guru iniziò a farsi chiamare così intorno agli anni sessanta. I suoi devoti si riferivano spesso a lui anche utilizzando l'espressione "Sua Santità".
Nel 1941 Maharishi divenne assistente di Swami Brahmananda Saraswati, che fu shankaracharya (leader spirituale) di Jyotir Math, sull'Himalaya indiano, dal 1941 al 1953. Maharishi affermò che i suoi insegnamenti derivavano da quelli ricevuti dal suo maestro. Iniziò a diffondere la tecnica della meditazione trascendentale nel 1955 in India e, a partire dal 1958, in varie nazioni orientali e occidentali nell'ambito di una serie di veri e propri tour mondiali.
Tra la fine degli anni sessanta e gli anni settanta raggiunse un'enorme popolarità anche grazie al fatto di avere avuto tra i suoi discepoli numerose celebrità dell'epoca, come il gruppo musicale dei Beatles, Mia Farrow, Donovan e altri. A metà anni settanta diede inizio al cosiddetto TM-Sidhi Program, un training che avrebbe permesso agli adepti di apprendere l'arte della levitazione (da lui chiamata "yogic flying", ovvero "volo yoga") e di contribuire alla pace nel mondo. Nel 1992 alcuni dei suoi seguaci fondarono il Partito della Legge Naturale, un partito politico basato sugli ideali di MT e operante in svariati paesi del mondo. Nello stesso anno si trasferì a Vlodrop, nei Paesi Bassi. Nel 2000 fondò la Global Country of World Peace, un'associazione non profit per la diffusione di MT e della pace intesa come nazione globale senza confine, e ne proclamò i leader. All'inizio del 2008 annunciò il suo ritiro da ogni attività amministrativa per dedicarsi al mauna (silenzio spirituale) in cui rimase fino alla morte, avvenuta tre settimane più tardi.
Secondo i dati pubblicati dal movimento di MT, milioni di persone nel mondo hanno appreso la tecnica base della meditazione trascendentale e decine di migliaia sono stati coloro che hanno preso parte ai corsi avanzati. Attualmente vi sono nel mondo oltre 1000 centri di MT (una trentina in Italia) e in alcuni paesi come gli Stati Uniti, il Regno Unito, la Svizzera e l'India esistono anche scuole e università gestite interamente da MT. Intorno a MT sono sorte numerose associazioni non profit e aziende commerciali a scopo di lucro ed è stato stimato che il cosiddetto "impero di Maharishi" abbia un valore di vari miliardi di dollari.

## Biografia

### La gioventù
La data e il luogo di nascita di Maharishi Mahesh Yogi sono controversi e non del tutto certi. Risulterebbe nato a Pounalulla, probabilmente nel villaggio di Chichli, vicino a Gadawara; per l'anno di nascita le fonti oscillano tra il 1911, il 1917 e il 1918. Quello che è certo è che nacque in seno a una famiglia appartenente alla casta militare e residente in una delle province centrali dell'India britannica. Inoltre il nome Mahesh, uno degli epiteti di Shiva, indica che Maharishi proveniva da una famiglia shivaita.
Secondo la sua autobiografia, si laureò in fisica all'Università di Allahabad nel 1942. A partire dal 1941 divenne segretario del shankaracharya di Jyotir Math, Swami Brahmananda Sarasvati, rimanendo al suo seguito fino alla morte di quest'ultimo, avvenuta nel 1953. In seguito si recò a Uttarkashi, nella Valle dei Santi, in Himalaya. Nonostante fosse stato molto vicino al maestro, non poteva diventarne successore spirituale poiché non proveniva dalla casta dei sacerdoti (brahmani). Il giornalista e scrittore canadese Paul Grescoe scrisse che Maharishi fu così deluso di non essere nominato dal maestro come suo successore da intraprendere un'azione legale al riguardo, senza successo. Secondo il racconto di Maharishi, il suo guru gli aveva assegnato il compito di trovare una tecnica di meditazione che si sarebbe diffusa tra le masse.

### Il tour in India (1955-57)
Nel 1955 Maharishi lasciò Uttarkashi e iniziò a insegnare pubblicamente quella che definiva una "tecnica di meditazione tradizionale" da lui appresa dal suo maestro e cui inizialmente si riferiva col nome di "Transcendental Deep Meditation" e in seguito solo "Transcendental Meditation". Maharishi girò l'India per due anni promuovendo l'adesione al suo movimento, che inizialmente prese il nome di Spiritual Development Movement (Movimento per lo sviluppo spirituale) e che in seguito fu ribattezzato Spiritual Regeneration Movement (Movimento per la rigenerazione spirituale) in occasione di un seminario tenutosi a Madras nel 1957.
Già allora Maharishi fu oggetto di critiche, in questo caso da parte di yogi e hindu devoti, che lo accusavano di semplificare eccessivamente le pratiche tradizionali sottolineando che il volere arrivare alla pace spirituale senza passare per la penitenza e l'ascetismo era una via contraria ai principi di base dell'induismo e che non trovava riscontro nella Baghavad Gita. Altre critiche riguardavano il fatto che Maharishi si facesse pagare per insegnare la sua tecnica di meditazione, cosa che fu vista come una compravendita antietica di "mantra commerciali". Il successore di Brahmananda Sarasvati, Swami Saroopanand, affermò che nella veste di semplice segretario del maestro, Maharishi non aveva alcun titolo per insegnare la meditazione o assegnare mantra, e che "i guru non vendono la loro conoscenza, la condividono".

### I tour mondiali (1958-1968)
Nel 1958 Maharishi intraprese il primo di una serie di tour mondiali sui quali avrebbe dato un dettagliato resoconto nel suo libro del 1986 Thirty Years Around the World.

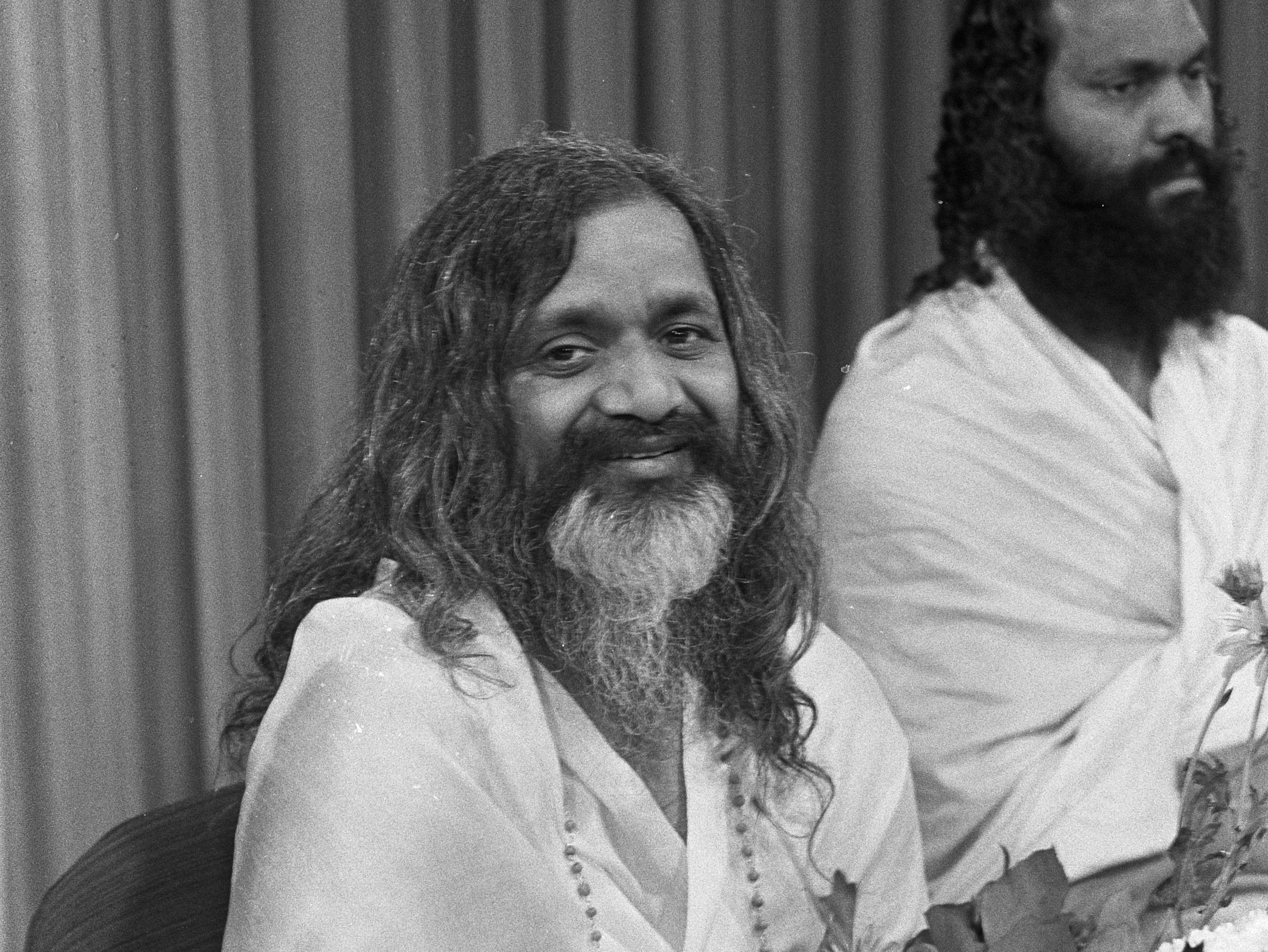
Maharishi nel 1967

Il primo tour mondiale partì da Rangoon, in Birmania, per proseguire toccando la Thailandia, la Malaysia, Singapore, Hong Kong e le Hawaii. Nel 1959 Maharishi sbarcò prima negli Stati Uniti, tenendo lezioni a San Francisco, Los Angeles, Boston e New York, e poi in Europa, dove tenne lezioni a Londra. Fu in concomitanza con il suo arrivo negli USA che cambiò nuovamente nome al suo movimento, chiamandolo semplicemente Transcendental Meditation Movement (Movimento della Meditazione Trascendentale). Nel 1960 il viaggio continuò, toccando nuovamente l'India, poi l'Europa continentale (Francia, Svizzera, Norvegia, Svezia, Germania, Italia, Paesi Bassi) e infine Singapore, l'Australia, la Nuova Zelanda e l'Africa. Nel corso dei suoi soggiorni, Maharishi teneva lezioni, insegnava la pratica della MT e organizzava dei centri in cui i suoi allievi avrebbero potuto continuare a incontrarsi. Nel frattempo apparve alla televisione britannica e su svariati giornali del Regno unito.
Nel 1961 Maharishi fu in Austria, Svezia, Francia, Italia, Grecia, India, Kenya, Regno Unito, Stati Uniti e Canada. Apparve nuovamente alla BBC e una sua lezione alla Royal Albert Hall di Londra furono presenti 5000 partecipanti. Nello stesso anno tenne il primo seminario per la formazione degli insegnanti di MT a Rishikesh, in India, con 60 partecipanti provenienti da molti paesi diversi. Nel frattempo Maharishi iniziò anche la sua opera di traduzione e commento dei primi sei capitoli dell'antico testo vedico della Baghavad Gita.
Il tour mondiale del 1962 toccò l'Europa, l'India, l'Australia e la Nuova Zelanda, concludendosi in California, dove Maharishi iniziò a dettare il suo libro più famoso, La scienza dell'essere e l'arte di vivere, pubblicato nel 1963 (la prima edizione in lingua italiana apparve nel 1970 a cura della casa editrice Astrolabio).
Il quinto tour mondiale, nel 1964, toccò Europa, Asia, America del Nord e India, mentre nell'ottobre dello stesso anno venne dato il via al primo corso avanzato di MT. Nel corso del suo soggiorno negli USA, Maharishi incontrò U Thant, all'epoca segretario generale dell'ONU.
Nel 1966 fu fondata la Students' International Meditation Society.
Nel 1968 Maharishi annunciò la creazione dei suoi nuovi quartieri generali a Seelisberg, in Svizzera.

### "Il guru dei Beatles"
Sebbene l'estensiva promozione di MT attuata da Maharishi a livello mondiale avesse già dato buoni frutti, il massimo della popolarità fu raggiunto dal guru a partire dal 1967 grazie al suo collegamento con i Beatles, breve ma enormemente enfatizzato dai media, che diede al guru un'incredibile visibilità.
Furono discepoli di Maharishi in quel periodo anche numerose altre celebrità del momento, quali Mia Farrow, Mike Love dei Beach Boys (che divenne insegnante di MT), Donovan, Mick Jagger, Marianne Faithfull e altri. Tutto questo fece sì che la MT divenisse un elemento molto popolare nell'ambito della controcultura dell'epoca. A riprova della fama raggiunta da Maharishi in quel periodo vi furono le varie satire sulla sua persona pubblicate sui media britannici, che prendevano di mira il suo acume negli affari e il suo amore per il lusso (simboleggiato dalle Rolls-Royce su cui si spostava).

### Crescita ed evoluzione del movimento di MT (1970-90)
Nel 1974 fu fondata la Maharishi International University e nel 1975 il guru apparve sulla copertina del famoso settimanale TIME.
Nello stesso anno intraprese un nuovo tour intercontinentale per inaugurare quella che egli chiamava "l'alba dell'era dell'illuminazione".

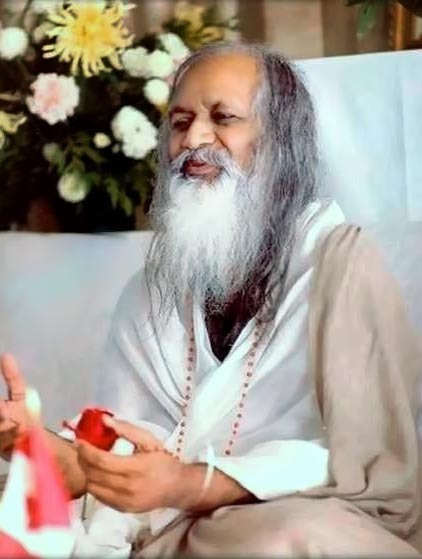
Maharishi nel 1978

A metà anni settanta, il movimento di Maharishi negli Stati Uniti contava 360 centri e oltre 6000 insegnanti. Il passo successivo fu quello di proporre al mondo aziendale la MT come strumento per alleviare lo stress lavorativo e per incrementare la creatività, la flessibilità, la produttività e la soddisfazione per il proprio impiego, nonché migliorare le relazioni con i propri superiori e colleghi. A partire da questo momento, e per tutti gli anni ottanta, il movimento di MT iniziò ad allontanarsi progressivamente dalla precedente immagine legata alla controcultura hippy. Risalgono allo stesso periodo le prime dichiarazioni sempre più sensazionalistiche circa i poteri della MT, con un'enfasi in particolare sul cosiddetto "volo yoga" e sui suoi effetti per la riduzione del tasso di criminalità.
Conseguenza di questo nuovo orientamento fu un certo declino della popolarità di MT tra le masse nel corso degli anni ottanta e un aumento delle critiche alle affermazioni del maestro indiano e dei suoi allievi, ritenute esagerate e pseudoscientifiche. Nonostante ciò il movimento continuò ad attrarre varie celebrità.
Contemporaneamente si moltiplicarono gli investimenti del movimento in campo immobiliare, con acquisti di numerose proprietà nel Regno Unito e negli Stati Uniti.

### Gli anni a Vlodrop (1990-2008)
Nel 1990 Maharishi trasferì i propri quartieri generali da Seelisberg a un ex convento francescano situato a Vlodrop, nei Paesi Bassi. Da quel momento comunicò con i suoi fedeli principalmente attraverso internet e un canale satellitare a pagamento, chiamato Veda Vision, con trasmissioni in 22 lingue.
Nel 1992 alcuni discepoli di Maharishi, tra cui John Hagelin, fondarono il Partito della Legge Naturale (PLN), un partito politico basato sulle idee del movimento e attivo in 42 Paesi. Tra gli obiettivi primari del partito vi era il finanziamento di un programma che avrebbe istruito migliaia di "volatori yoga", in modo da creare il cosiddetto "Effetto Maharishi" (Maharishi Effect) che avrebbe assicurato l'invincibilità a ogni nazione. L'unico successo elettorale del NLP fu ottenuto dalla sua divisione indiana, che riuscì ad assicurarsi un seggio alle elezioni del 1998. Il coinvolgimento politico di Maharishi si interruppe nel 2004, quando dichiarò: "Dovevo entrare in politica per capire che cosa ci fosse di sbagliato in essa".
Nel 1994, uno dei più stretti collaboratori del guru, Deepak Chopra, aveva intanto lasciato il movimento dopo che Maharishi lo aveva accusato di essersi messo in competizione con lui e gli aveva chiesto di smettere di viaggiare e di pubblicare libri. Il medico indiano di fronte a questa richiesta lasciò MT per lanciare una propria carriera indipendente.
Nel 2000 fu fondata l'associazione Global Country of World Peace e Tony Nader ne fu incoronato maharaja da Maharishi.
Del 2001 è la fondazione di Maharishi Vedic City, una nuova città situata poco a nord di Fairfield, nell'Iowa, le cui costruzioni si sarebbero ispirate ai principi di Maharishi di armonia con la natura.
A partire dal 2003, il regista David Lynch, fervido sostenitore di MT, iniziò un programma di raccolta fondi atto a finanziare l'insegnamento della meditazione trascendentale nelle scuole statunitensi.
Del 2007 è l'acquisto dell'American Bank Note Company Building, un palazzo situato nei pressi della borsa di New York che divenne sede della Maharishi Global Finance Capital.
Tali eventi provocarono nuove critiche degli scettici circa i bizzarri progetti multimiliardari del guru, come il piano da 10 miliardi di dollari per porre fine alla fame nel mondo tramite l'agricoltura biologica e il piano da 1 miliardo di dollari per porre termine ai conflitti bellici tramite gruppi di meditazione.
Il 12 gennaio 2008 Maharishi annunciò il suo ritiro da ogni impegno amministrativo e apparizione in pubblico, ritirandosi a vivere nelle proprie stanze in silenzio spirituale. Le sue ultime parole ai discepoli furono: "È stato un piacere ai piedi di Guru Dev (Brahmananda Saraswati) prendere la luce di Guru Dev e passarla a coloro che mi hanno circondato. Oggi posso concludere il mio impegno preso con Guru Dev. Possa il mondo vivere in pace, felicità, prosperità e libero dalla sofferenza".
Maharishi Mahesh Yogi morì in pace nel sonno il 5 febbraio successivo. I riti funebri vedici si tennero in India alla confluenza del Gange presso Allahabad. Alla morte del guru, la dirigenza di alcune delle varie associazioni e imprese commerciali legate a MT passò ai suoi nipoti.